# Квебекська партія
Квебекська партія (фр. Parti québécois (PQ), вимовляється [парті кебекуа]) — політична партія провінції Квебек (Канада). Партія бореться за державний суверенітет Квебеку, а також за збереження французької мови та національної культури квебекського народу (квебекуа). Була при владі у 1976–1985 та у 1994–2003 роках. Організувала два референдуми щодо державного суверенітету Квебеку. Під час першого референдуму — 20 травня 1980 року — за суверенітет висловилося 40% виборців. Під час другого — 30 жовтня 1995 року — за проголосувало 49% виборців.
26 серпня 1977 року за ініціативою Квебекської партії (яка складала парламентську більшість) Національна асамблея (парламент) Квебеку затвердила Закон 101 (Хартію французької мови).

## Створення
Партія створена 11 жовтня 1968 року в результаті об'єднання Руху за суверенітет-асоціацію (фр. Mouvement Souveraineté-Association (MSA)) Рене Левека та Національного об'єднання (фр. Ralliement national (RN)) Жіля Грегуара (фр. Gilles Grégoire). 29 квітня 1970 року нова партія вперше взяла участь у парламентських виборах Квебеку.
Головна мета партії — наздобути політичну, економічну та соціальну незалежність Квебеку, як необхідні умови для подальшого розвитку квебекського суспільства.

## Відносини з Квебекським блоком
Іноземці інколи плутають Квебекську партію з Квебекським блоком (фр. Bloc québécois) — канадською партією федерального рівня. Заснований 15 червня 1991 року, Квебекський блок також стоїть на позиціях державного суверенітету Квебеку. Проте основна його мета — захищати інтереси Квебеку та квебекців у федеральному парламенті Канади. Обидві партії є абсолютно незалежними політичними формаціями, хоч і співпрацьовують одна з одною.

## Відносини з національними меншинами
Як чи не кожну національну партію, PQ інколи звинувачують у «шовінізмі» та бажанні побудувати державу винятково для етнічних квебекуа. Як і в багатьох інших країнах, такі звинувачення використовуються, щоб налаштувати нових іммігрантів проти суверенітету і переконати їх голосувати за партії, що стоять на засадах федералізму.
Проте, мета PQ не виключення національних та релігійних меншин з суспільства, а широка інтеграція їх у франкомовне суспільство. Сучасні квебекські націоналісти прагнуть зробити іммігрантів та національні меншини інтегральною частиною квебекської нації.
Політика PQ, спрямована на захист французької мови у Квебеку, зустрічає негативну реакцію англомовного населення, яке вимагає визнання англійської другою державною мовою провінції. Спроби францизації часто трактуються англомовним населенням як «фашизм».

## Поразка на виборах 2007
На виборах 26 березня 2007 року Квебекська партія зайняла лише третє місце, після Ліберальної партії Квебеку та Демократичної дії Квебеку.
Вона здобула лише 28,32% голосів і обрала 36 депутатів. 
Це найгірший результат партії з 1973 року.

## Вибори 2008
Внаслідок виборів 8 грудня 2008 року в Квебекської партії - 51 депутат. Вона знов стає офіційною опозицією.

## Результати виборів
| Загальні вибори | Загальне число кандидатів | Кількість виборених місць | % голосів виборців | Результат            |
| --------------- | ------------------------- | ------------------------- | ------------------ | -------------------- |
| 1970            | 108                       | 7                         | 23.06%             | Ліберальна більшість |
| 1973            | 110                       | 6                         | 30.22%             | Ліберальна більшість |
| 1976            | 110                       | 71                        | 41.37%             | КП більшість         |
| 1981            | 122                       | 80                        | 49.26%             | КП більшість         |
| 1985            | 122                       | 23                        | 38.69%             | Ліберальна більшість |
| 1989            | 125                       | 29                        | 40.16%             | Ліберальна більшість |
| 1994            | 125                       | 77                        | 44.75%             | КП більшість         |
| 1998            | 124                       | 76                        | 42.87%             | КП більшість         |
| 2003            | 125                       | 45                        | 33.24%             | Ліберальна більшість |
| 2007            | 125                       | 36                        | 28.35%             | Ліберальна меншість  |
| 2008            | 125                       | 51                        | 35.17 %            | Ліберальна більшість |
| 2012            | 125                       | 54                        | 31.09%             | КП меншість          |

## Лідери Квебекської партії
- Рене Левек (фр. René Lévesque, 1968-1985)
- П'єр-Марк Джонсон (фр. Pierre-Marc Johnson, 1985-1987)
- Жак Парізо (фр. Jacques Parizeau, 1988-1996)
- Люсьєн Бушар (фр. Lucien Bouchard, 1996-2001)
- Бернар Ландрі (фр. Bernard Landry, 2001-2005)
- Андре Буаклер (фр. André Boisclair, 2005-2007)
- Полін Маруа (фр. Pauline Marois, 2007-2014)
- П'єр Карл Пеладо (фр. Pierre Karl Péladeau, 2015-2016)
- Жан-Франсуа Лізе (фр. Jean-François Lisée, 2016-2018)
- Пол Сен-П'єр Пламондон (фр. Paul St-Pierre Plamondon, 2020-20..)